# Carnoustie

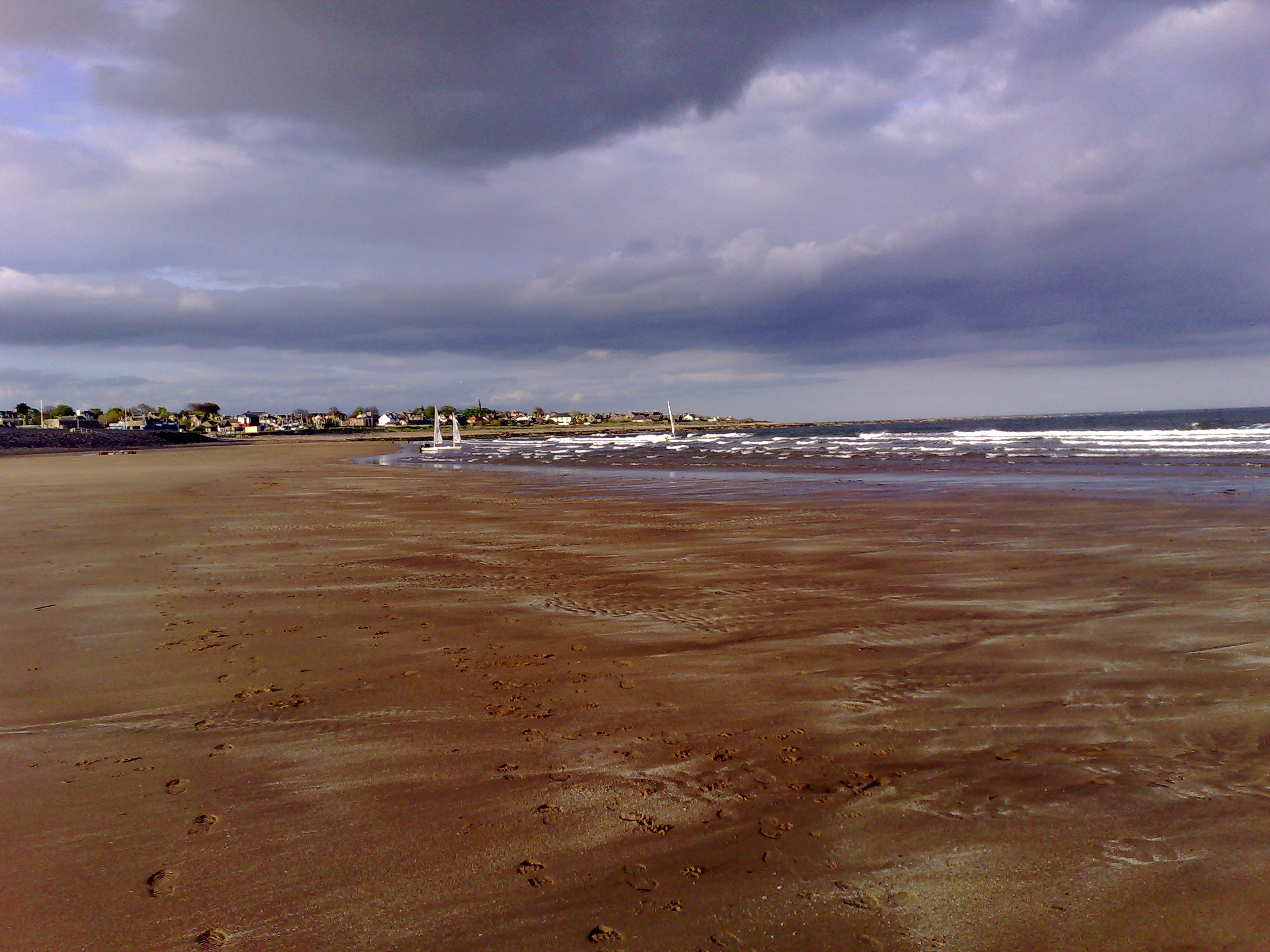
Plage de Carnoustie

Carnoustie (Càrn Fheusda en gaélique écossais) est une ville et un ancien police burgh du council area de la région d'Angus en Écosse (Royaume-Uni). La ville est située à l'embouchure de Barry Burn (topographie) sur la côte est de l'Écosse. Selon le recensement britannique de 2001, Carnoustie a une population de 10 561 habitants, faisant d'elle la quatrième plus grande ville d'Angus.

La ville de Carnoustie a été fondée seulement vers la fin du XVIIIe siècle, et se développa rapidement tout au long du XIXe siècle grâce à l'expansion de l'industrie locale du textile. Au tout début de l'Époque victorienne jusqu'au milieu du XXe siècle, la ville était connue en tant que station touristique, du fait de sa situation en bord de mer.

Carnoustie peut-être considérée comme une ville-dortoir dû à sa proximité avec la ville de Dundee, qui se situe à 18 kilomètres à l'ouest. Carnoustie est desservie par la Carnoustie railway station, et la Golf Street railway station. La route principale la plus proche est la A92.
Aujourd'hui, Carnoustie est surtout connue pour le golf qui y aurait été pratiqué depuis 1527. Le British Open de golf s'y est déroulé huit fois : 1931, 1937, 1953, 1968, 1975, 1999, 2007 et 2018 sur le parcours du Carnoustie Golf Links.

## Histoire
La ville de Carnoustie a été fondée seulement vers la fin du XVIIIe siècle. En 1890, le Earl of Dalhousie, à qui appartenait les terres, les vendit aux gens de la ville, pour leur rester disponible.

### Tourisme et loisirs
Les excursions vers les stations balnéaires devinrent des loisirs à la mode vers le début du XIXe siècle, influencées par la Famille Royale, l'exemple le plus connu étant le Prince Régent patron de Brighton. Carnoustie a bénéficié de cette mode pour s'étendre durant les premières années, lorsque l'arrivée du chemin de fer améliora l'accès à la ville. Carnoustie, en tant que destination touristique reconnue, était avec d'autres stations écossaises, populairement promue en tant que le « Brighton du Nord » dans les premières années du XXe siècle,.
Pendant que le golf était joué sur les parcours de Barry links depuis le XVIe siècle, un sérieux parcours de golf de 10 trous était conçu en 1850 par le dessinateur Alan Robertson de St Andrews. Celui-ci fut amélioré un peu plus tard en 1867 par Old Tom Morris, qui rajouta les 8 autres trous,. En 1891, Arthur George Maule Ramsey, 14e Comte de Dalhousie, vendit le parcours à la ville, mais à la condition que le parcours soit indéfiniment maintenu en l'état. Un bazar sur trois jours se tint à Kinnaird Hall à Dundee, qui récolta des fonds pour l'acquisition et l'entretien futur du parcours.
L'activité touristique à Carnoustie commença à être sur le déclin dans la deuxième moitié du XXe siècle, causée largement à l'augmentation de voyages organisés dans les endroits les plus chauds du monde. Aujourd'hui, cette tendance s'est récemment inversée avec l'augmentation du tourisme golfique.

## Politique

### Les parlements britanniques et écossais
Carnoustie fait partie de la circonscription d'Angus au Parlement du Royaume-Uni, qui bénéficie d'un membre au Parlement(MP) à la Chambre des communes, à Westminster. Carnoustie fait partie de la circonscription d'Angus au Parlement écossais qui a des limites significativement différentes de celles de la circonscription de Westminster. La circonscription bénéficie d'un membre au Parlement écossais (MSP)à Holyrood et fait partie de la région électorale du nord-est de l'Écosse.

## Gouvernement local
Carnoustie est représentée au Conseil d'Angus par le "Carnoustie & District ward", à partir duquel trois conseillers sont élus. Les membres élus à partir de ce conseil sont : Helen Oswald (Parti National Écossais), Peter Murphy (Parti Travailliste) et Ralph Palmer (Parti National Écossais).

## Sport

### Golf

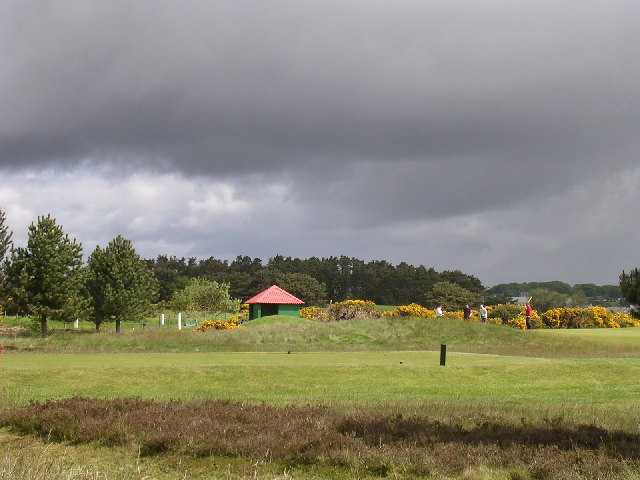
Terrain de golf de Carnoustie

Carnoustie est reconnu pour la pratique du golf, qui a été enregistré pour la première fois au cours du XVIe siècle. Les links de Carnoustie, au nombre de trois, sont parmi les plus prestigieux et les plus difficiles : the Championship course sur lequel des tournois internationaux se tiennent, le Burnside course et le Buddon course.
Carnoustie Golf Links est l'un des lieux où se déroule la rotation de l'Open Championship et qui a été surnommé dans les médias 'Carnasty' du fait de sa difficulté,. Le Carnoustie accueillit son premier Open en 1931, qui fut gagné par l'Américain Tommy Armour. Les vainqueurs suivants furent l'Anglais Henry Cotton en 1937, l'Américain Ben Hogan en 1953, le Sud-Africain Gary Player en 1968, l'Américain Tom Watson en 1975, l'Écossais Paul Lawrie en 1999 et l'Irlandais Pádraig Harrington en 2007.
L'Open Championship de 1999 est la meilleure édition de Carnoustie pour l'écroulement épique du joueur de golf français Jean Van de Velde, qui avait seulement besoin d'un double-bogey sur le 72e trou pour remporter l'Open et qui malheureusement afficha un triple-bogey, rejoignant au score Paul Lawrie et Justin Leonard champion de l'édition 1997 qui était à 290, soit 6 au-dessus du par. Lawrie gagna les playoff et l'Open.
Carnoustie est aussi l'un des 3 hôtes du Dunhill Links Championship, accompagné du Old Course de St Andrews et du Kingsbarns.

### Football
Carnoustie dispose d'une équipe junior de football, le Carnoustie Panmure.

## Personnalités liées à la commune
- Hector Boece, Historien
- Charles Jarvis,
- George Samson,
- Ian McDiarmid, acteur
- Stephen Scobie, poète
- Iain MacMillan, photographe
- Alan Cumming, acteur
- Roddy Woomble, musicien

## Jumelage

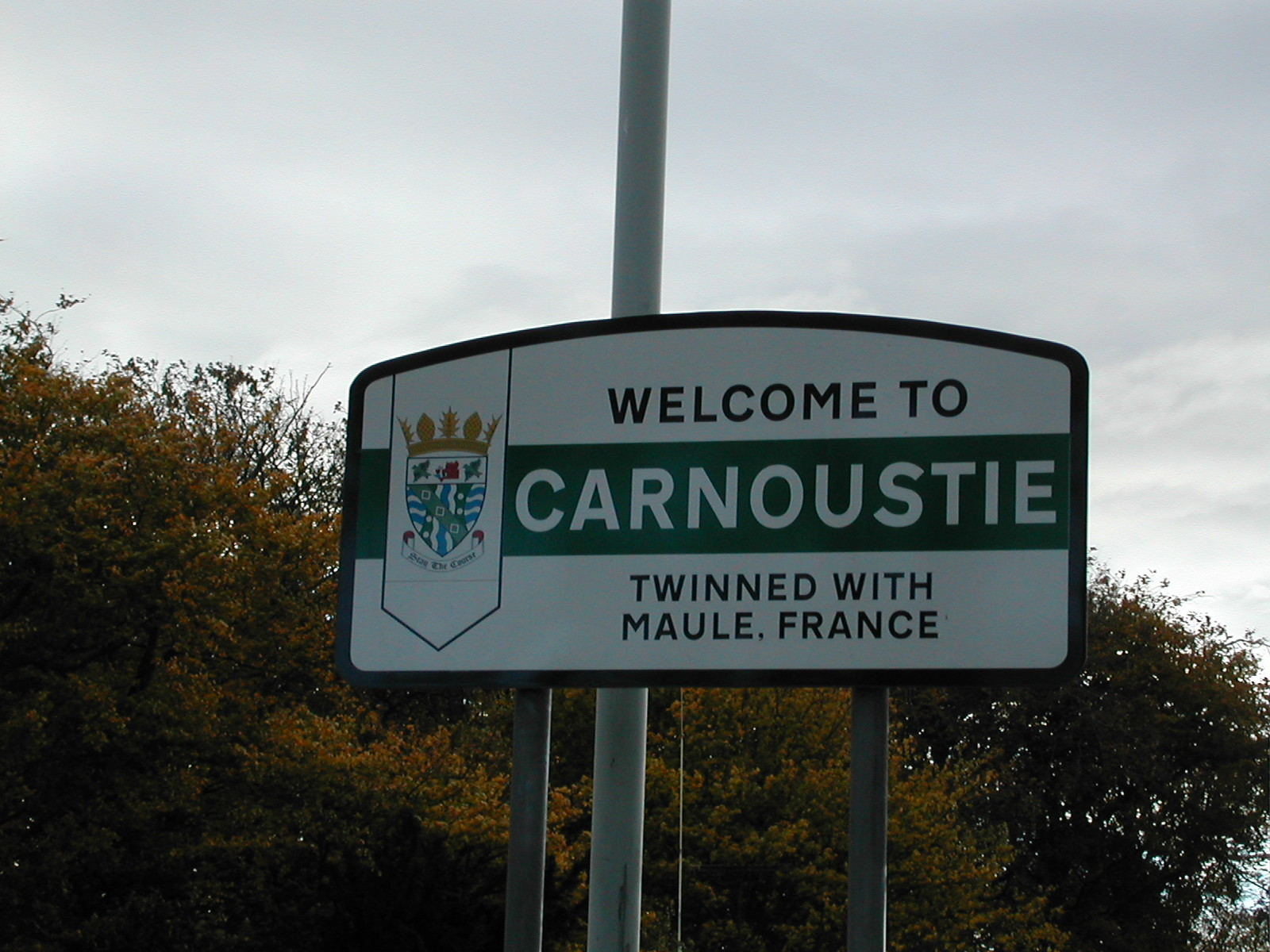
Un panneau d'entrée de Carnoustie indiquant le jumelage avec Maule.

- Aulnay-sur-Mauldre (France)
- Maule (France)